# Glyptopimpla shromilae
Glyptopimpla shromilae är en stekelart som beskrevs av Gupta 2002. Glyptopimpla shromilae ingår i släktet Glyptopimpla och familjen brokparasitsteklar. Inga underarter finns listade i Catalogue of Life.